# داگوی (یوتا)
داگوی (به انگلیسی: Dugway) یک منطقهٔ مسکونی در ایالات متحده آمریکا است که در شهرستان تویلی، یوتا واقع شده‌است. داگوی ۱۳٫۵ کیلومتر مربع مساحت و ۲٬۰۱۶ نفر جمعیت دارد.